# Brizio Giustiniani
Brizio Giustiniani (Genova, 1713 – Genova, 1778) fu il 174º doge della Repubblica di Genova.

## Biografia

Stemma nobiliare dei Giustiniani

Nacque a Genova nel 1713. I suoi primi incarichi pubblici videro la figura di Brizio Giustiniani impegnato negli affari del Marchesato di Finale, nel ponente ligure, e nel ruolo di magistrato nelle magistrature dell'Arte della seta e poi delle Fortificazioni.
Salì al potere dogale il 31 gennaio 1775: il centoventinovesimo in successione biennale e il centosettantaquattresimo nella storia repubblicana. La cerimonia di incoronazione presso la cattedrale di San Lorenzo, per le lunghe indecisioni del neo doge, giudicato dagli storici dell'epoca di carattere riservato e poco incline allo sfarzo, avvenne cinque mesi dopo l'ufficiale proclamazione del Gran Consiglio. Lo stesso Brizio Giustiniani chiese all'oratore, un abate cistercense, di non parlare della sua persona nel discorso d'insediamento.
Durante il suo biennio dogale furono collocate le vetrate alle finestre del cortile vicino alla sala di palazzo Ducale.
Terminato il mandato il 31 gennaio 1777 rivestì per la Repubblica di Genova i ruoli di preside del magistrato di Guerra e poi di deputato della Marina. All'età di 65 anni morì nel 1778 Brizio Giustiniani nella propria dimora signorile di Albaro, che condivise con la moglie Isabella Doria da cui non ebbe prole. Venne sepolto all'interno della chiesa di Sant'Ambrogio.